# Sonja Rüther

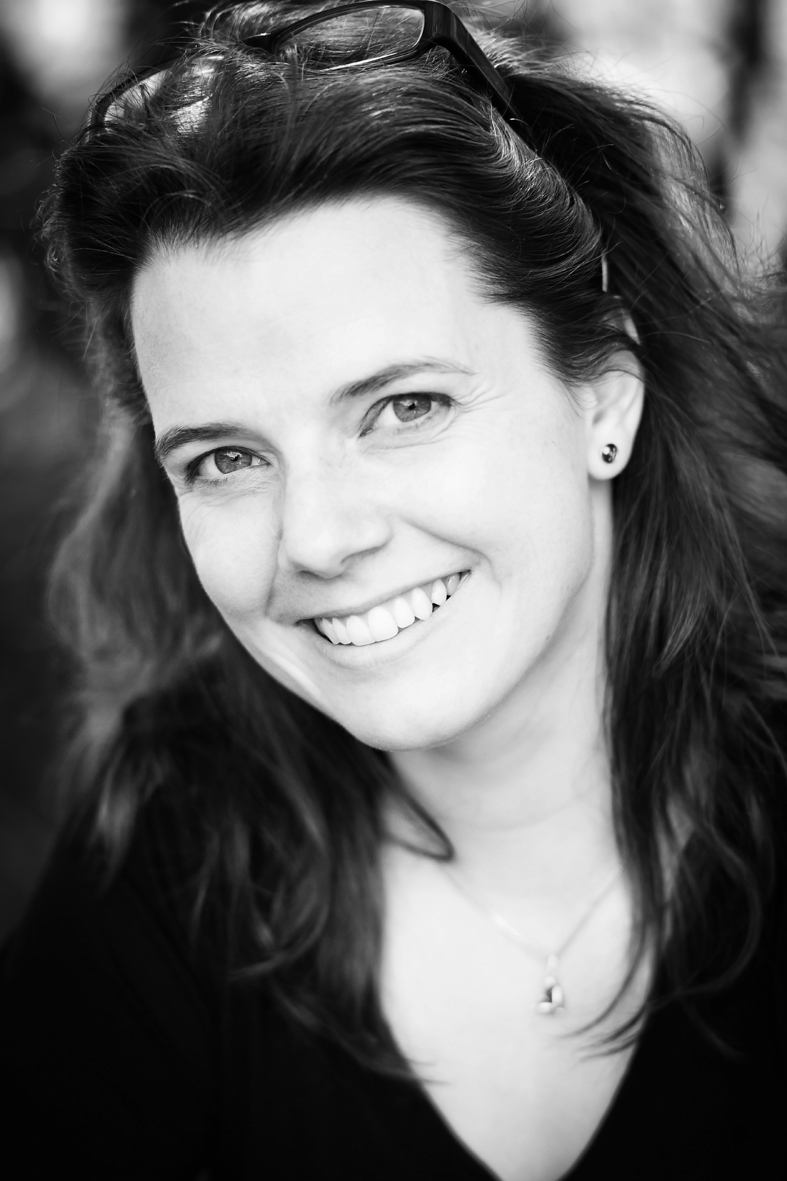
Sonja Rüther, 2010

Sonja Rüther (* 9. September 1975 in Hamburg) ist eine deutsche Buchautorin und Herausgeberin.
Nach ihrem Fachabitur in Grafik und Gestaltung ging Sonja Rüther für ein Jahr als Au-pair in die USA und absolvierte anschließend eine Ausbildung zur Kauffrau im Groß- und Außenhandel. Ihre Betätigung als Regieassistentin bei einem Filmprojekt, als Sketch-Autorin und Mitwirkende bei einer multimedialen Lesung zeigten bereits ihre Vorliebe für kreatives Arbeiten.
Ein Kuraufenthalt inspirierte sie zu ihrem ersten Ratgeber-Buch Der Weg zum Kur-Erfolg. Das Buch erschien zunächst im Gerhard Hess Verlag im März 2010 und als Neuauflage bei Briefgestöber im Dezember 2011. 2012 brachte Sonja Rüther dort den Erziehungsratgeber Schrei nach Geborgenheit von Gundula Göbel heraus.
Neben ihrem eigenen Buch schrieb sie zwei Abenteuer-Spielbücher zu der Ulldart Fantasy-Romanenserie des Fantasy-Schriftstellers Markus Heitz, die als Solo-Spielbücher erschienen sind.
2011 eröffnete sie den Ideenreich-Kreativhof in Reindorf. Dort finden Workshops und Seminare sowie Kurse für Kreatives Schreiben statt.
Seit 2014 betätigt sich Sonja Rüther als Autorin von Thrillern und Horrorgeschichten. In ihrem Verlag Briefgestöber gab sie die beiden Anthologien Aus dunklen Federn und Aus dunklen Federn 2 heraus, welche Horrorgeschichten von Autoren wie Kai Meyer, Markus Heitz, Lena Falkenhagen, Thomas Finn, Boris Koch, Christian von Aster und vielen anderen versammeln.
Außerdem schreibt Sonja Rüther unter dem offenen Pseudonym „Sanne Averbeck“.
Ihr Roman Geistkrieger: Feuertaufe stieg im Juni 2018 in der sogenannten Phantastik-Bestenliste ein, wo er im August 2018 erstmals Platz 1 erreichte.
Sonja Rüther lebt mit ihrer Familie in der Nähe von Hamburg.

## Veröffentlichungen
- Flucht aus Rogogard, Pegasus Press 2007, ISBN 3-939794-35-X
- Perdors Untergang, Pegasus Press 2010, ISBN 978-3-939794-24-0
- Der Weg zum Kur-Erfolg, Briefgestöber 2011, ISBN 978-3-00-036891-2
- Blinde Sekunden, Dotbooks 2014, ISBN 978-3-95520-717-5, SAGA Egmont Hörbuch 2024
  - Printausgabe: Aufbau Taschenbuch 2016, ISBN 978-3-7466-3226-1
- Als Herausgeberin: Aus dunklen Federn (Anthologie), Briefgestöber 2014, ISBN 978-3-9815574-6-6
- Eine Spur aus Frost und Blut (Shortstory), Dotbooks 2015, ISBN 978-3-95824-425-2
- Als Herausgeberin: Aus dunklen Federn 2 (Anthologie), Briefgestöber 2016, ISBN 978-3-9815574-7-3
- Tödlicher Fokus, Dotbooks 2016 (E-Book), ISBN 978-3-95824-528-0, Buchvertrieb Blank 2018, ISBN 978-3-946012-83-2
- Testlesen, Briefgestöber 2017, ISBN 978-3-9815574-2-8
- Geistkrieger: Feuertaufe, Edition Roter Drache 2018 (Hardcover), ISBN 978-3-946425-38-0, Neuauflage bei Knaur TB 2021 (Taschenbuch), ISBN 978-3-426-52739-9
  - Hörbuch: gelesen von Robert Frank, Argon 2021
- Toxische Erlösung, Pegasus 2019, ISBN 978-3-95789-312-3
- Der Bodyguard, Knaur 2020, ISBN 978-3-426-52523-4
- Hey, June, Knaur 2021, ISBN 978-3-426-52522-7
- Geistkrieger: Libellenfeuer, Knaur 2022, ISBN 978-3-426-52740-5
  - Hörbuch: gelesen von Robert Frank, Argon 2022
- Rock this Way, Briefgestöber 2022, ISBN 978-3-9815574-9-7, SAGA Egmont Hörbuch 2023
- Sehne der Macht, Uhrwerk-Verlag 2022, ISBN 978-3-95867-252-9
- Einraumpalast, Briefgestöber 2023, ISBN 978-3-7546-0438-0, Hörbuch 2024, ASIN B0D95ZJ1SS, Verlag Briefgestöber
- Todespuzzle, Weltbild 2023, ISBN 978-3985074570
- Flüsterfinster, Briefgestöber 2024, ISBN 979-8336527650

## Veröffentlichungen als Sanne Averbeck
- Die Gästeliste, Lyx 2017, ISBN 978-3-7363-0240-2, Knaur eBook 2020
  - Hörbuch: gelesen von Vera Teltz, Audible 2017

## Veröffentlichungen als Jaycee Falconer
- Das Rabenmädchen (Arkenhall 1), Audible Originals 2020 (Als eine von drei Autorinnen)

## Veröffentlichungen als Poppy Lamour
- fig, Briefgestöber 2021, ISBN 978-3-7546-0567-7
  - Hörbuch: gelesen von Olivia York, Audible 2022
- fig – Pariser Nächte, Briefgestöber 2022, ISBN 978-3-7546-6065-2
  - Hörbuch: gelesen von Olivia York, Audible 2023
- fig – Sie kommen, Briefgestöber 2022, ISBN 978-3-7546-6609-8
  - Hörbuch: gelesen von Olivia York, Audible 2023
- fig – Yanis & Pierre: Wie alles begann, Briefgestöber 2023, ISBN 979-8-8589-7665-3
- fig – Weihnachtszauber, Briefgestöber 2023, Hörbuch 2024, ASIN B0D95WTYK8

## Veröffentlichungen als Pseudonym S. Rayker
- YAY!THERE, Briefgestöber 2025, ISBN 979-8-3031-7490-0, Hörbuch 2025, EAN 4069828640597 mit Sprecher Konrad Bösherz.

## Veröffentlichungen als Sonnie Strange
- Silent Home, Briefgestöber 2025, ISBN 979-8-3124-2465-2